# Lilly Van der Meer
Lilly Van Der Meer, es una actriz australiana.

## Carrera
En el 2015 apareció en el corto Off Track donde interpretó a Grace de joven.
El 22 de enero de 2016 se unió al elenco principal de la serie australiana Neighbours donde interpretó a Xanthe Canning, la media hermana menor de Kyle Canning, hasta el 8 de enero del 2019 después de que su personaje decidiera mudarse a Toowoomba para estudiar la universidad. En el 2016 también interpretó a Xanthe en los spin-offs de la serie titulados "Xanthe ♥ Ben", en "Pipe Up" y en "Summer Stories".

## Filmografía[3]

### Series de televisión
| Año         | Título       | Personaje      | Notas         |
| ----------- | ------------ | -------------- | ------------- |
| 2016 - 2019 | Neighbours   | Xanthe Canning | 369 episodios |
| 2016        | Xanthe ♥ Ben | Xanthe Canning | 20 episodios  |

### Películas
| Año  | Título                 | Personaje | Notas |
| ---- | ---------------------- | --------- | --- |
| 2015 | Off Track              | Grace     | corto - junto a Chris Bartholomew, Aleks Canard, Erin Connor, Brodie Cornish, Georgia Eyers, Elliott Giarola y Steve Nation |
| 2013 | Black Betty            | Stevie    | corto - junto a Erin Connor y Martin Grelis                                                                                 |
| -    | Dont Smile Till Easter | -         | - |

### Teatro
| Año  | Obra                               | Personaje | Notas |
| ---- | ---------------------------------- | --------- | ----- |
| 2014 | Ivy Shambitt and the Sound Machine | -         | -     |
| 2013 | Alice in Wonderland                | -         | -     |
| -    | Hairspray the Musical              | -         | -     |